# 加里宁格勒州
54°48′N 21°25′E / 54.800°N 21.417°E
加里宁格勒州（羅馬化：Kaliningradskaya oblast），又譯卡里宁格勒州，位於波羅的海沿岸立陶宛西方的小立陶宛。
加里寧格勒州是俄羅斯最西部的一個行政區，面積15,100平方公里（陸地面積13,300平方公里），人口941,873人（2010年人口普查），首府為加里寧格勒。該地原為普魯士的主要部份，德意志統一後成為德意志帝國東普魯士的一部分，二戰後割讓給蘇聯，隸屬俄羅斯蘇維埃聯邦社會主義共和國。1991年蘇聯解體后，原本屬於蘇聯的立陶宛獨立，導致加里寧格勒與俄羅斯本土分開，而成為該國的外飛地。這個城市看不出其被德國統治時的歷史，因為很多在普魯士興盛時期興建的建築物都在二戰中被炸毀，當地僅剩的德國建築是經過修復的大教堂。

## 歷史
加里寧格勒州首府加里寧格勒原名為哥尼斯堡，大約在13世紀建立。隨著德國商人漢撒同盟的興起，哥尼斯堡也繁榮起來。15世紀末，哥尼斯堡已擁有約100多艘商船。在1660年以前，哥尼斯堡由普魯士控制。
1701年，普魯士首位國王腓特烈一世在這裡的大教堂加冕，並將哥尼斯堡定為普魯士王國的首都。哥尼斯堡成為普魯士和俄羅斯貿易的中心，並一直作為普魯士的首都，直至普魯士遷都至柏林為止。
哥尼斯堡的著名教育中心阿爾貝蒂娜大學在1544年成立，這間大學最著名的學者是哲學家康德，他大部份的思想均在此形成。
哥尼斯堡在20世紀遭逢巨變，第一次世界大戰德國戰敗，戰勝國決定劃出「波蘭走廊」，令波蘭可連接沿海地區，但這決定使哥尼斯堡和東普魯士跟德國本土分離了。
第二次世界大戰後，蘇聯、美國和英國在波茨坦會議上決定取消東普魯士，其北部劃歸蘇聯。
1946年4月7日，蘇聯最高蘇維埃主席團通過了成立俄羅斯哥尼斯堡州的命令。7月4日，行政中心以該主席團的其中一名主席加里寧之名命名，改為加里寧格勒，州名亦改為加里寧格勒州。
自此，加里寧格勒再也沒有德國人，有些在戰爭中死亡，有些則逃走了，其餘都被蘇聯放逐至東德或西伯利亞，取而代之的是大量遷入的俄羅斯人，他們大多在附近的蘇聯波羅的海艦隊總部工作。

## 政治
加里寧格勒州杜馬和州政府行使國家權力，是根據俄羅斯聯邦憲法、聯邦立法和州章程成立的機構，加里寧格勒州杜馬是常設國家權力機構。
州杜馬議員（32名）由常駐該州，擁有選舉權的俄羅斯公民通過無記名投票方式選舉出來，任期4年。
州長領導常設執行權力機構。

## 地理和氣候

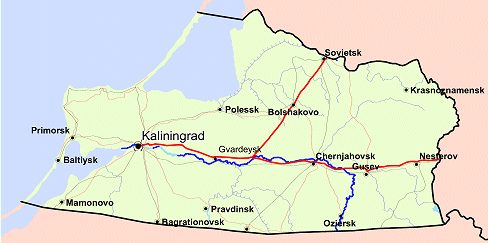
加里寧格勒州，瀕臨波羅的海，歷史上曾經是普魯士東北面的一個地區。

加里寧格勒州是俄羅斯聯邦最小的州。首府加里寧格勒瀕臨波羅的海，人口45萬，數目幾乎接近全州的一半。加里寧格勒州主要城市還有波羅的斯克、苏维埃茨克等。從加里寧格勒到華沙距離為400公里，到柏林、哥本哈根、斯德哥爾摩的距離均在600公里左右。州內的行政單位有13個區、8個州屬市、14個區屬市、5個市內區、5個城鎮、97個行政農庄。加里寧格勒州是俄羅斯的重要海軍基地，波羅的海艦隊司令部就設在此地。
加里寧格勒州與立陶宛共管庫爾斯沙嘴。在北部和東部，它與立陶宛接壤（邊界線長280.5公里），在南部，與波蘭交界（邊界線長約232公里）。波羅的海海岸線大約184公里。加里寧格勒州從東到西的最遠距離為205公里；從北到南為108公里。加里寧格勒市到波蘭邊界的距離為35公里，到立陶宛邊界的距離為70公里。
加里寧格勒市離最近的俄羅斯州行政中心——普斯科夫的距離為800公里，離莫斯科的距離為1,289公里。而與歐洲許多國家首都的距離卻較近（距立陶宛維爾紐斯350公里；距拉脫維亞里加390公里；距波蘭華沙400公里；距德國柏林600公里；距瑞典斯德哥爾摩650公里；距丹麥哥本哈根680公里；距挪威奧斯陸850公里） 
加里寧格勒州的大部分位於普列戈利亞河流域，西部及西南部環繞著波羅的海和波羅的灣。地形以低平原、沼澤和平緩丘陵為主，20%的土地生長著混生林。受海洋影響，氣候濕潤，年降雨量600－700毫米。1月平均氣溫－9℃，7月17℃。土壤以灰化土為主。礦藏有石油、褐煤、泥炭等。種植業不發達，唯亞麻種植較多。畜牧、家禽業較為發達。加里寧格勒州內主要的河流有涅曼河、普列戈利亞河。在該州境內還分布著大大小小的湖泊100多個，還有許多沼澤地。加里寧格勒州的氣候已由海洋性氣候向溫帶大陸性氣候逐漸過渡。
| 加里寧格勒州                              | 加里寧格勒州 | 加里寧格勒州 | 加里寧格勒州 | 加里寧格勒州 | 加里寧格勒州 | 加里寧格勒州 | 加里寧格勒州 | 加里寧格勒州 | 加里寧格勒州 | 加里寧格勒州 | 加里寧格勒州 | 加里寧格勒州 | 加里寧格勒州  |
| 月份                                      | 1月          | 2月          | 3月          | 4月          | 5月          | 6月          | 7月          | 8月          | 9月          | 10月         | 11月         | 12月         | 全年          |
| ----------------------------------------- | ------------ | ------------ | ------------ | ------------ | ------------ | ------------ | ------------ | ------------ | ------------ | ------------ | ------------ | ------------ | ------------- |
| 平均高温 °C（°F）                         | −0.7 (30.7)  | 0.3 (32.5)   | 4.7 (40.5)   | 10.9 (51.6)  | 17.2 (63.0)  | 20.6 (69.1)  | 21.8 (71.2)  | 21.6 (70.9)  | 17.3 (63.1)  | 12.0 (53.6)  | 5.7 (42.3)   | 1.6 (34.9)   | 11.08 (51.94) |
| 平均低温 °C（°F）                         | −5.8 (21.6)  | −5.2 (22.6)  | −2.1 (28.2)  | 2.2 (36.0)   | 7.0 (44.6)   | 10.9 (51.6)  | 12.8 (55.0)  | 12.3 (54.1)  | 9.1 (48.4)   | 5.3 (41.5)   | 1.2 (34.2)   | −3.1 (26.4)  | 3.72 (38.70)  |
| 平均降水量 mm（）                         | 57 (2.2)     | 40 (1.6)     | 43 (1.7)     | 37 (1.5)     | 53 (2.1)     | 71 (2.8)     | 80 (3.1)     | 90 (3.5)     | 89 (3.5)     | 79 (3.1)     | 91 (3.6)     | 73 (2.9)     | 66.92 (2.63)  |
| 来源：世界氣象組織 - 加里寧格勒州天氣資料 |              |              |              |              |              |              |              |              |              |              |              |              |               |

## 經濟
加里寧格勒地區是北歐以及波羅的海地區經濟最為落後的地方。考慮到加里寧格勒州特殊的地理位置，為了盡量吸引外資，俄羅斯國家杜馬議會批准加里寧格勒州經濟特區法（1996年生效），該項法律規定加里寧格勒州全境將不再征收任何進出口關稅，從而使該州成為一個無關稅地區，確定了特殊的、優惠的投資和經營活動制度，其中包括對外經營活動。經濟特區法的有效期為25年。有效期內，如果俄羅斯進入戰爭狀態或政府宣布國家進入緊急狀態時間長達3個月時，國家杜馬就有權中止該經濟特區法的實施。由於上述州經濟特區法律的實施，州對外貿易額1998年比1995年提高了70％。加里寧格勒成為經濟特區後，吸引到南韓KIA和德國BMW車廠前來設廠。2004年加里寧格勒地區的經濟增長達11.5％，工業產量增長25.8％。
加里寧格勒是俄羅斯的貿易港和漁港，工業的基礎領域有造紙、燃料、機械制造、食品、輕工業，也有造船業和琥珀開採加工業。琥珀生產儲量佔世界儲量的90%。每年生產琥珀多達400多噸，產品多數出口到日本、波蘭、立陶宛和德國。加里寧格勒州自然資源比較缺乏，工廠所需90%的原材料主要靠鐵路和汽車從俄羅斯本土運進，而80%的電能都是來自俄羅斯本土。機械製造企業大部分都集中在加里寧格勒市，包括有造船業，車廂、起重機、照明設備、以及其他複雜的技術設備。
由於歐盟簽証政策對俄羅斯非常嚴苛，俄羅斯方面認為仿效20世紀70年代中期在西柏林和西德其它地區間實行的東德過境交通制度，但這個建議被歐盟否決。歐盟認為，一旦加里寧格勒居民獲得特殊照顧，俄羅斯公民都可以利用這個缺口進入歐盟國家。俄羅斯又要求經波蘭和立陶宛開設連接加里寧格勒與俄羅斯本土的運輸走廊，且在波立兩國入盟後為俄羅斯居民發放一日簽証，以方便他們自由來往於加里寧格勒和俄羅斯本土之間，但歐盟目前並沒有對此建議加以正視。

## 人口結構
加里寧格勒州人口有94.68萬人，其中城市人口佔77％，農村人口佔23％。平均人口密度每平方公里63人。女性佔51.7％，男性佔48.3％。勞動人口60.9％，兒童19.6％，退休人員和老年人19.5％。
州内人口屬於多民族地區，有30個大小民族，其中:
- 俄羅斯族佔78.1％
- 白俄羅斯族佔7.7％
- 烏克蘭族佔7.4％
- 立陶宛人佔1.9％
- 亞美尼亞族佔0.8％
- 德意志族佔0.6％
- 波蘭人佔0.5％。

加里寧格勒州下設13個行政區（22個座城市和5個市級鎮）。州內各大城市人口數目:
- 行政中心加里寧格勒市 （原名哥尼斯堡，人口大約有42.11萬人）
- 蘇維埃茨克 （原名蒂爾西特，人口大約有4.36萬人）
- 切爾尼亞霍夫斯克 （原名因斯特堡，人口大約有4.33萬人）
- 波羅的斯克 （原名皮勞，人口大約有3.13萬人）
- 古謝夫（原名貢賓嫩，人口大約有2.81萬人）。

## 運輸

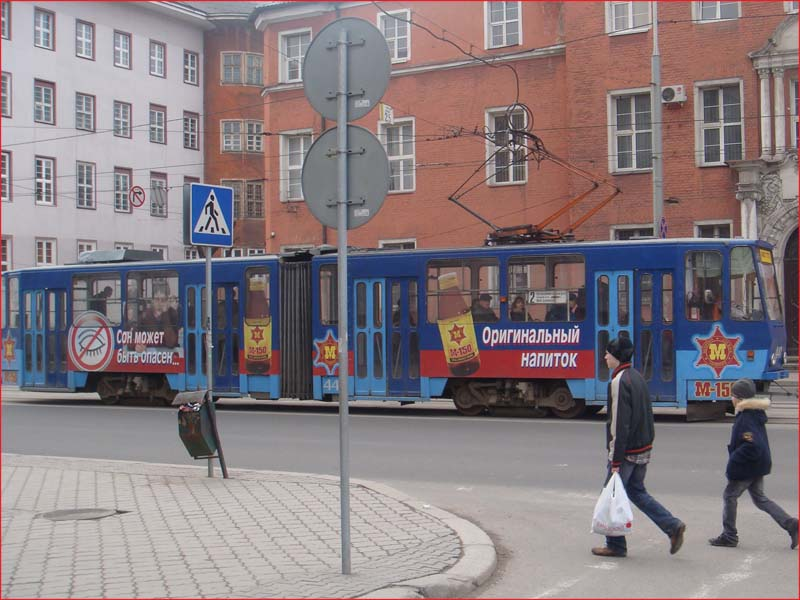
在加里寧格勒市内行走中的電車

哈拉波罗夫国际机场位於加里寧格勒市北部24公里，該機場主要連接加里寧格勒到俄羅斯其他城市，而且還提供航班到西歐某些城市和以色列。在波羅的斯克可以坐船前往聖彼得堡、哥本哈根、里加和基爾。
在德國統治時期，中央火車站稱為哥尼斯堡中央火車站。現稱為Passazhirskiy國際中央火車站。火車提供班次可以到達馬爾堡、柏林、波羅的斯克、莫斯科、聖彼得堡、明斯克、哈爾科夫、阿納帕和巴格拉季奧諾夫斯克等各大城市。
目前市中心位於勝利廣場的區域火車站，可以到達澤列諾格拉茨克和斯韋特洛戈爾斯克，並每天一次開至蘇維埃茨克。在1881年，哥尼斯堡已開始使用有軌電車，一直運行至今。而在1975年無軌巴士系統亦投入服務。

## 「波羅的海的香港」計劃
自從蘇聯解體後，多個蘇聯加盟共和國都相繼宣告獨立。而地處波蘭以北的加里寧格勒和俄羅斯本土分隔，令當地陷入嚴重的經濟危機，失業率高，很多年輕人因而離開。自從普京總統上台之後，致力於把這個經濟落後的地方發展成“波羅的海的香港”。普京總統將加里寧格勒列為經濟特區，鼓勵外商投資，新投資者可以享有6年豁免利得稅的優惠，莫斯科還致力促進加里寧格勒與歐盟合作，並建成一個國際機場，令加里寧格勒得以飛航英國、德國、意大利和西班牙等國機場。
加里寧格勒的發展，很大程度上與這裏的港口有關。加里寧格勒港是俄羅斯唯一位於波羅的海的不凍港，現在每年處理至少800萬噸貨櫃。海事商業港口局計劃擴大當地貨倉，並興建新的貨櫃碼頭。當地不少俄羅斯商人亦開始在沿海興建豪宅。普京又計劃於2009年把加里寧格勒定為俄羅斯四個賭博合法化的地方之一，到時當地將會有賭場區，區內將有3萬多個酒店房間，令這裏變成為“波羅的海的拉斯維加斯”。為了進一步推動旅游業，俄羅斯當局還計劃重建加里寧格勒的歷史風貌，以吸引更多世界各地的遊客。

## 軍事

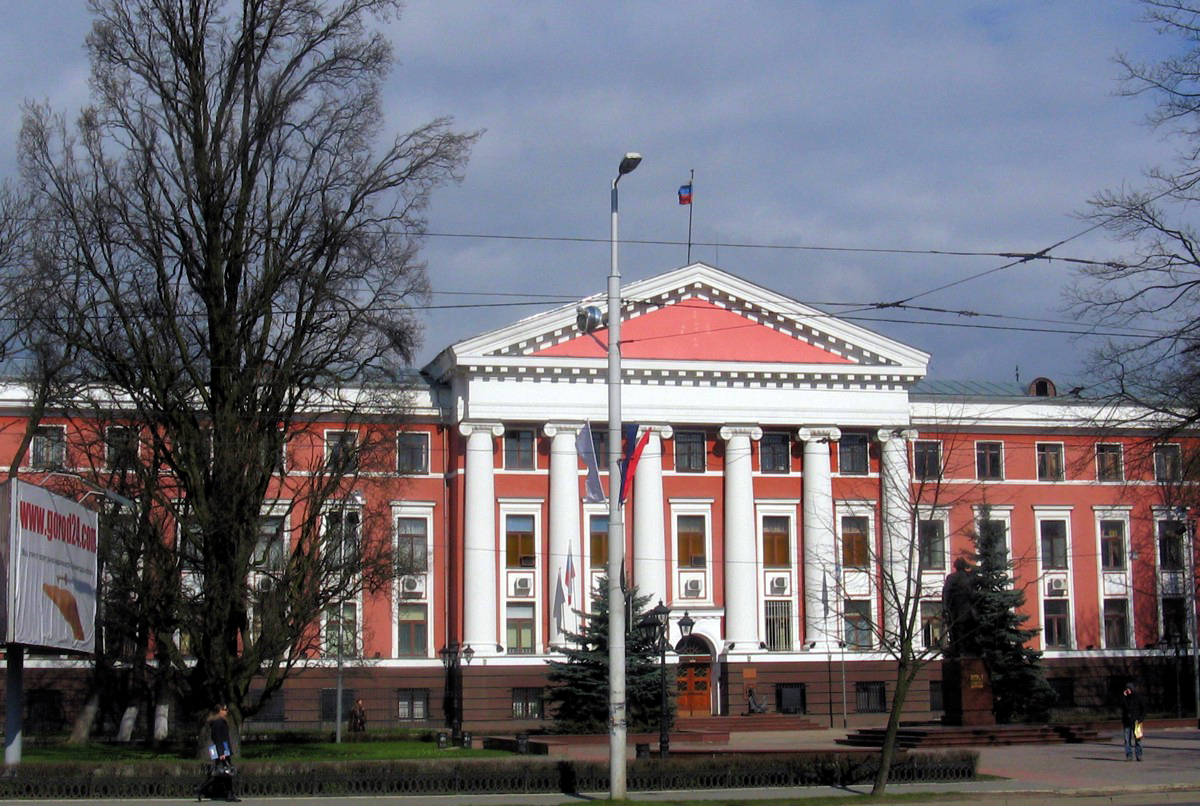
波羅的海艦隊總部

加里寧格勒州曾經是俄羅斯聯邦軍事化最重的地區，其軍事設施數量及密度亦是全歐洲最多及最高的。前蘇聯波羅的海軍區總部曾經設在此地。加里寧格勒現在還作為俄羅斯波羅的海艦隊的總部，為切爾尼亞霍夫斯克、頓斯科耶和加里寧格勒契卡洛提供空軍基地及海軍航空基地。
2008年11月，时任俄羅斯總統的梅德韋傑夫在在國會發表國情咨文時，表示可能會在加里寧格勒州部署“伊斯坎德爾”導彈。他聲稱這是為了應對美國可能在波蘭和捷克部署反導系統。鑒於美國總統奧巴馬在2009年9月17日宣佈放棄在捷克和波蘭部署反導系統，俄羅斯亦準備採取回應，暫時沒有打算在加里寧格勒州部署“伊斯坎德爾”導彈。
2022年俄烏戰爭期間，俄羅斯聯邦安全會議副主席梅德韋傑夫表示，瑞典、芬蘭二國若加入北約，俄國將不得不鞏固在波羅的海的陸海空軍力，並暗指將在加里寧格勒部署核武與極音速武器。

## 獨立運動
在俄羅斯聯邦的分離主義俄羅斯自由國家運動中，加里寧格勒的分離主義者波羅的共和黨提倡建立「波羅的共和國」。

## 外部連結
- （俄文）Правительство Калининградской области（页面存档备份，存于）
- （俄文）Информационно аналитический портал Калининграда и Калининградской области（页面存档备份，存于）
- （俄文）Калининградская область в справочнике-каталоге «Вся Россия»
- （俄文）Флаг и герб Калининградской области（页面存档备份，存于）
- （俄文）Калининградский городской портал
- （俄文）Фотогалерея довоенных достопримечательностей Калининградской области — фотографии кирх, замков и.т.д.
- （俄文）НАРВА-ЛД — фотографии Прибалтики
- （俄文）Советск — второй город в Калининградской области（页面存档备份，存于）